# Зеркальное вещество

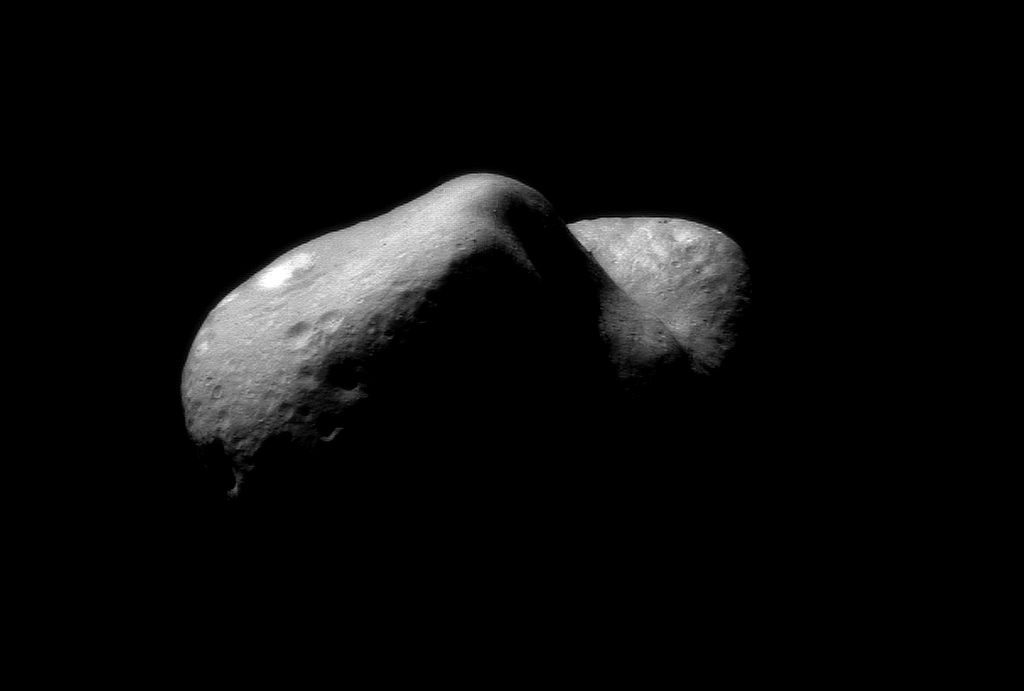
Астероид Эрос со следами контакта с зеркальным веществом, по мнению австралийских учёных Р. Фута и С. Митры

Зерка́льное вещество́ — гипотетическая форма вещества, состоящего из «зеркальных частиц».

## История
Ещё в 50-е годы XX века, учёные обнаружили, что при распаде нейтрона (тяжёлой частицы из атомного ядра) образуются электроны и нейтрино исключительно с левым вращением, причём обнаружить нейтрино с «нормальным» правым вращением не удалось.
Также физики обнаружили, что привычное взаимодействие частиц («на каждое действие найдётся равное ему противодействие») не наблюдалось на наноуровне.
Для объяснения этого феномена И.Ю. Кобзарев, Л.Б. Окунь, И.Я. Померанчук в 1966 году выдвинули гипотезу о существования «зеркального вещества» — частиц с «правым вращением» являющихся для нас «зеркальными». Предполагается, что для каждой из известных основных частиц (электрон, протона, фотон и др.), существует соответствующая зеркальная частица.
Теория зеркального вещества также хорошо вписывалась в «принцип симметрии» — являющимся одним из общих методологических принципов науки, что вызвало к ней большой интерес в среде учёных.
В квантовой теории поля известна CPT-теорема, суть которой состоит в том, что зеркальное отображение нашей Вселенной — импульсы и положения всех объектов отражены в мнимой плоскости (что соответствует инверсии чётности), вся материя заменена на антиматерию (что соответствует инверсии заряда), и обращена во времени — будет вести себя так же, как и наша вселенная. В любой момент соответствующих времён две вселенные будут идентичны, и преобразование CPT запросто превратит одну в другую. CPT-симметрия считается фундаментальным качеством физических законов.
В 1957 году Лев Ландау сформулировал гипотезу о сохранении комбинированной (CP) чётности, согласно которой зеркальное отражение системы с одновременной заменой частиц на античастицы не изменяет поведение системы (то есть «зеркальное вещество» есть антивещество). В большинстве процессов комбинированная чётность сохраняется, но отдельных случаях она всё же незначительно нарушается. Поэтому австралийские учёные Р. Фут и С. Митра считают, что существует отдельное «зеркальное вещество», не тождественное антивеществу.

## Взаимодействие зеркального вещества
Так как зеркальное вещество ещё не изучено детально, мы можем говорить только о гипотезах. Зеркальные частицы работают на антивзаимодействие[неизвестный термин]. Предполагается, что зеркальное вещество взаимодействует с обычным веществом лишь посредством гравитации и, вероятно, при помощи неизвестного сверхслабого взаимодействия.

## Поиски зеркального вещества
Учёные давно занимаются поиском физического подтверждения факта существования «зеркального вещества». Одним из возможных подтверждений существования зеркального вещества могут быть кометы. Многие кометы астрономы потеряли из вида, объяснения же этого исчезновения пока нет.
Согласно теории Доктора Мельбурнского университета Роберта Фута, многие из отсутствующих комет могут состоять из «зеркального вещества», нового типа невидимого вещества, которое даже некоторыми физиками записывается в качестве одной из основных составляющих тёмного вещества.
Также предполагается, что обычные частицы не могут напрямую взаимодействовать или соединиться с зеркальными частицами. Поскольку мы состоим из обычного вещества, мы неспособны видеть зеркальные частицы, и поэтому мир из зеркального вещества остаётся невидимым для нас, но мы его можем ощущать физически по выплеску энергии от этого взаимодействия.
Также теоретически взаимодействие зеркального вещества с частицами «обычного» вещества могли повысить температуру космического тела из зеркального вещества, заставляя его взорваться и выплеснуть энергию. Момент этого всплеска сделал бы это зеркальное тело видимым для нас.
Другое направление поисков - поиск микролинзирования света от далеких звезд, вызванного объектами из зеркальной материи.